# Lâu đài Červená Lhota
Červená Lhota (tiếng Đức: Roth-Lhotta) là một lâu đài trong làng Červená Lhota, thuộc khu tự trị Pluhův Žďár, Nam Bohemia, Cộng hòa Séc. Tòa lâu đài nằm cách thị trấn Jindřichův Hradec khoảng 20 kilômét về phía tây bắc. Lâu đài nằm trên một hòn đảo giữa hồ, trong một khung cảnh đẹp như trong tranh vẽ. Tòa lâu đài mang vẻ đẹp Phục Hưng này là điểm đến của hàng nghìn khách tham quan mỗi năm. Cái tên Červená Lhota nghĩa là  "Lhota đỏ", bởi sắc đỏ đặc trưng của cả tòa lâu đài. Trong khuôn viên lâu đài còn có một vườn phong cảnh, nơi mà nhà nguyện Chúa Ba Ngôi (tiếng Séc: Nejsvětější Trojice) nằm trong đó.

## Lịch sử

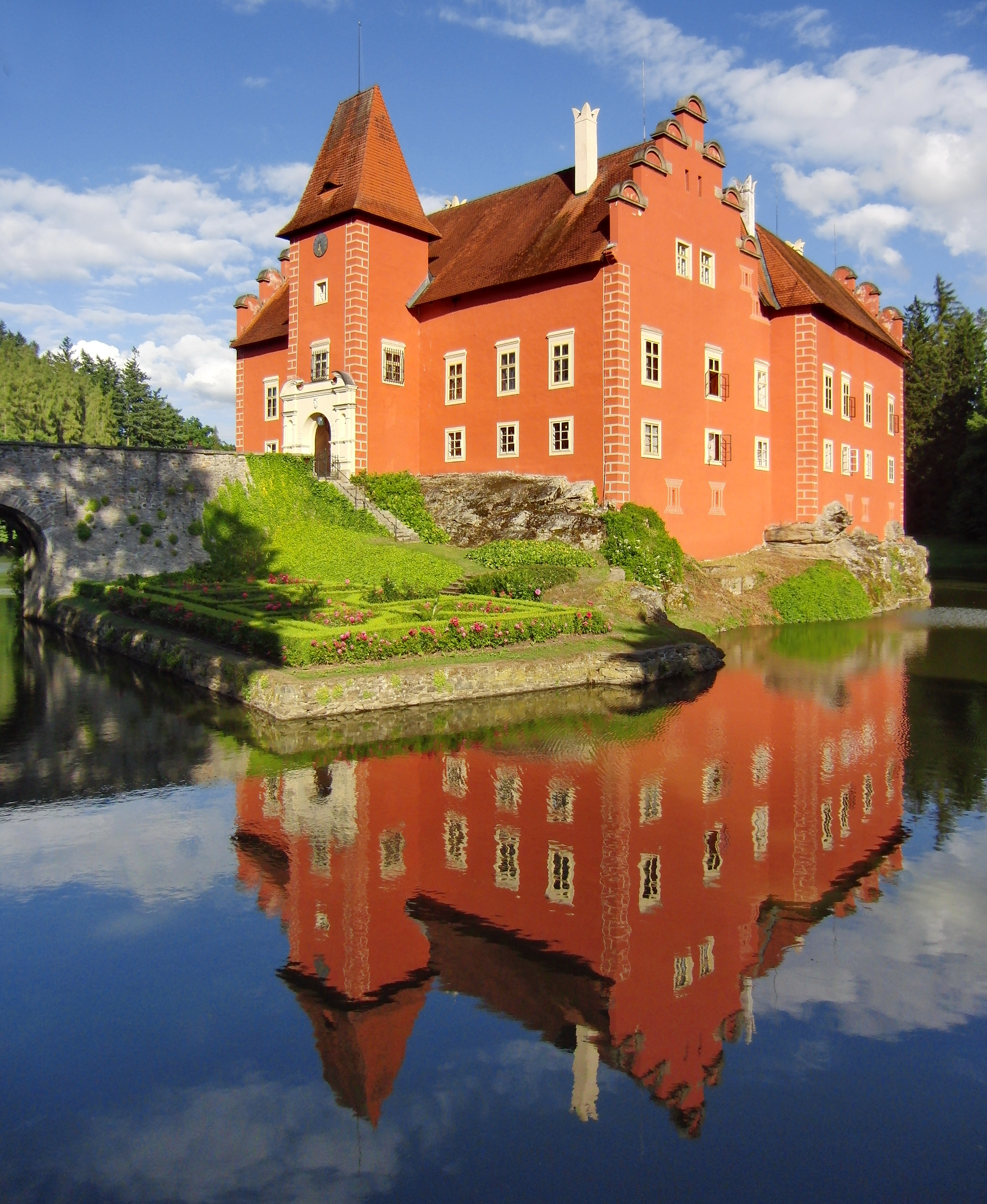
Lâu đài Červená Lhota

Tiền thân của lâu đài Červená Lhota vốn là một pháo đài được cho là tồn tại từ thế kỷ 14. Kể từ sau khi người ta xây một con đập trên sông và lấp đi hồ cá, thì pháo đài này nổi lên trên một mỏm đá hoa cương và nơi đây trở thành một hòn đảo. Theo một hồ sơ đất đai được lưu trữ từ thời xa xưa, pháo đài này là tài sản thừa kế của Ctibor cho hai người con trai tên là Petr và Václav. Sau đó, pháo đài được bán cho một nhân vật tên là Diviš Boubínský. Người này sau đó lại bán cho gia đình hiệp sỹ Káb vào khoảng năm 1530. Từ năm 1542 đến năm 1555, gia đình này đã xây sửa từ một pháo đài cổ thành một lâu đài mang phong cách Phục Hưng, rồi đặt tên cho lâu đài là Nová Lhota. Năm 1597, lâu đài được bán cho cho Vilém Růt, người này đã trùng tu lại toàn bộ lâu đài bằng thạch cao đỏ, kể từ đó lâu đài có tên là Červená Lhota do có màu đỏ đặc trưng. Sau trận chiến Núi Trắng (Battle of White Mountain) năm 1620, thì gia đình nhà Růt phải bỏ xứ mà đi và bỏ lại lâu đài vì đi theo chủ nghĩa Duy tân (Utraquism).  
Đến năm 1621, Červená Lhota về tay Antonio Bruccio, người này qua đời năm 1639 mà không có người thừa kế. Sau đó, năm 1641, lâu đài được mua lại bởi một quý tộc tên là Vilém Slavata rồi lại sang tay cho gia tộc Windisch-Graetz. Do nợ nần chồng chất mà nhà Windisch-Graetz đã phải bán lại lâu đài cho Nam tước Gudenus vào năm 1755. Thật không may, không lâu sau khi vị Nam tước này sở hữu lâu đài thì đã gặp phải một trận hỏa hoạn lớn vào năm 1774.
Năm 1776, Červená Lhota lại chào đón một người chủ mới, Nam tước Ignác Stillfried. Từ năm 1796, Stillfried đã đón nhà soạn nhạc Carl Ditters von Dittersdorf về ở tại lâu đài. Từ năm 1820 đến năm 1835, lâu đài đã sang tay nhiều người chủ và rồi thuộc sở hữu của một quý tộc tên là Heinrich Eduard von Schönburg-Hartenstein. Ông này để lại cho người con trai là Josef Alexander von Schönburg-Hartenstein. Khi người con trai này qua đời vào năm 1937 cũng là lúc khép lại lịch sử triền miên những lần qua tay của lâu đài Červená Lhota trong giới quý tộc.
Năm 1946, chính phủ Tiệp Khắc đã tịch thu lâu đài và làm thành một phòng khám nhi. Tuy nhiên, chỉ một năm sau đó, lâu đài đã nằm dưới sự quản lý của Ủy ban Văn hóa Quốc gia. Năm 1949, lâu đài chính thức được mở cho công chúng vào tham quan.

## Miêu tả
Lâu đài Červená Lhota có hai tầng chia làm tứ phía, ở giữa lâu đài là một cái sân nhỏ. Toàn bộ khuôn viên lâu đài nằm trọn trên một hòn đảo nhỏ nhô ra phía hồ cá. Từ lối vào của lâu đài đi ra là một cây cầu đá, được xây dựng vào năm 1622, thay thế cho chiếc cầu kéo ban đầu. Bên trong lâu đài có một bộ sưu tập phong phú từ các đồ nội thất cho đến tranh ảnh, đồ gốm sứ và các vật dụng khác. Xa xa về phía nam của hồ cá là một cánh rừng rậm, tạo nên một khung cảnh nên thơ cho lâu đài. Về phía bắc lâu đài là một vườn phong cảnh, nơi đây có nhà nguyện của Chúa Ba Ngôi. Vào những ngày hè oi ả, không gì thi vị hơn là được chèo thuyền trên mặt hồ và ngắm phong cảnh quanh lâu đài Červená Lhota.